# Strange Magic
Strange Magic is een Amerikaanse animatiefilm uit 2015 van Gary Rydstrom.